# Union of International Associations
Union of International Associations (UIA, på franska Union des Associations Internationales, UAI, ungefär "de internationella föreningarnas förbund") är en ideell och oberoende sammanslutning som på mandat av Förenta nationerna bedriver forskning om internationella organisationer och internationella sammankomster. Bland annat utger UIA en årsbok, Yearbook of International Organizations.
UIA har sitt huvudkvarter i Bryssel. Sammanslutningen grundades 1907 av Henri La Fontaine, som 1913 tilldelades Nobels fredspris, och Paul Otlet, grundläggaren av informationsvetenskapen.
Sammanslutningens målsättning omfattar:
- Att medverka till utvecklingen av ett världsomspännande nätverk av ideella organisationer, i synnerhet icke-statliga eller frivilliga föreningar;
- Att öka förståelsen för hur internationella organisationer företräder viktiga intressen på varje område av mänsklig verksamhet eller åsikter, såväl vetenskapliga, religiösa, konstnärliga, undervisande, yrkesmässiga som fackliga;
- Att möjliggöra för dessa initiativ att utveckla eller motverka varandra på ett konstruktivt sätt, för att möta världsproblemen, genom att samla information om sådana föreningar och deras inbördes förhållanden;
- Att göra denna information tillgänglig för dem och för andra som kan dra nytta av detta nätverk;
- Att utprova nyttigare och handlingsinriktade metoder för att redovisa sådan information som en möjliggörare för utvecklandet av bättre lämpade organisationer;
- Att bidra till forskning om de juridiska, administrativa och andra problem som dessa internationella föreningar har gemensamt, i synnerhet i deras kontakt med statliga myndigheter.